# Dodecamastus mariaensis
Dodecamastus mariaensis är en ringmaskart som beskrevs av Blake in Blake, Hilbig och Scott 2000. Dodecamastus mariaensis ingår i släktet Dodecamastus och familjen Capitellidae. Inga underarter finns listade i Catalogue of Life.